# 莱昂纳多猪笼草
莱昂纳多猪笼草（学名：Nepenthes leonardoi）为菲律宾巴拉望岛中部特有的热带食虫植物。其与其他几种巴拉望岛特有的猪笼草极为相似且存在近缘关系，包括迪安猪笼草（N. deaniana）、甘通山猪笼草（N. gantungensis）和惊奇猪笼草（N. mira）。该物种捕虫笼可高达25厘米，其上位笼的颜色极深，几乎为黑色。
在食虫植物数据库中，分类学家简·斯洛尔（[Jan Schlauer）将莱昂纳多猪笼草列为迪安猪笼草的同物异名。

## 植物学史
2010年11月18日，格雷格·伯克（Greg Bourke）、Jehson Cervancia、Mark Jaunzems和斯图尔特·麦克弗森发现了莱昂纳多猪笼草。该物种最初被称为巴拉望猪笼草（Nepenthes sp. Palawan）。
斯图尔特·麦克弗森、格雷格·伯克、Mark Jaunzems和阿拉斯泰尔·罗宾逊在2011年3月的《澳大利亚食虫植物》中正式描述了莱昂纳多猪笼草。其种加词“leonardoi”来源于菲律宾植物学家莱昂纳多·古（Leonardo Co）。2010年11月15日，他不幸遇难于吕宋岛，据称是死于“政府安全部队与叛乱组织之间的交火”。莱昂纳多·古逝世的那天恰好是猪笼草考察的第一天，也恰好发现了莱昂纳多猪笼草。在莱昂纳多猪笼草的描述中这样写道：
|  | 11月18日，描述作者的前四位发现了该物种，其为菲律宾猪笼草属植物中唯一具有黑色捕虫笼的物种，他们觉得应该以莱昂纳多的名字命名这个物种，以纪念他毕生的事业及众多的成果。 |

编号为“S. McPherson SRM 5”的标本被指定为模式标本，其存放于普林塞萨港的巴拉望州立大学植物标本馆（PPC）中。该标本于2010年11月20日采集于Schom-carp峰附近海拔1490米处。在准备物种描述的过程中，描述作者还研究了其他近缘物种的标本，包括爱登堡猪笼草（N. attenboroughii，A.Robinson AR001和AR002）、曼塔灵阿汉山猪笼草（N. mantalingajanensis，G.C.G.Argent & E.M.Romero 92114）、惊奇猪笼草（N. mira，G.C.G.Argent et al. 25438）和马来王猪笼草（N. rajah，Low s.n.）。

## 形态特征
莱昂纳多猪笼草为藤本植物。茎为圆柱形，不分叉，可长达4米，直径1.5至2.8厘米。节间距通常为1.5至18厘米，攀援状植株节间距拉长。生长于茂密植被遮荫下的植株其节间距一般比生长于开阔地的植株长，但后者的捕虫笼和花序更大。

### 叶
莱昂纳多猪笼草的叶片具柄至具小柄，革质。成年植株的叶片为窄长圆形，长15至50厘米，宽6至10厘米。叶尖通常为急尖或圆，偶尔呈截形。叶基可为宽渐狭或钝尖，包住茎周长的三分之二至全部。幼年植株的叶片基部通常较窄，更近似于长圆形。叶尖可能略呈盾形，笼蔓从叶片下表面距离叶尖达4毫米处穿出。偶尔叶片不等侧，部分标本可差距3毫米。笼蔓较长，特别是带下位笼的笼蔓，其可长达130厘米。带上位笼的笼蔓具笼蔓圈。

### 捕虫笼
莱昂纳多猪笼草的下位笼形状多变：其通常通体为卵形或瓮形，但也有可能呈球形。其可高达15厘米，宽至6厘米。腹面的笼翼可宽达12毫米。翼须可长达10毫米。笼口为椭圆形至圆形，可宽达6厘米。笼口基部向上拉长为一个明显的唇颈。唇为圆柱形至略平展，大部分可宽达2厘米，基部更宽，可达2.5厘米。唇肋可高达2毫米，间距可达2毫米，唇齿可长达4毫米。下位笼内表面的下三分之二通常覆盖着蜜腺，但部分标本显示其也可能全部覆盖蜜腺。笼盖为椭圆形，可长达5.5厘米，宽至3.5厘米。无附属物或笼盖骨。笼盖基部后方的笼蔓尾可长达9毫米，基部直径可达3毫米。
莱昂纳多猪笼草的上位笼为多变的漏斗形，可通体为宽漏斗形至基部四分之一为漏斗形，上部为圆柱形或管状。上位笼的体型较下位笼大，可高达24厘米，宽至6厘米。笼翼缩小为一对隆起。上位笼的其他部分与下位笼类似。

### 花序
莱昂纳多猪笼草的莲座状植株和攀援状植株都可以产生花序。其花序为总状花序。雄性花序可长达50厘米，其中花序轴可长达30厘米。雌性花序较小，通常可长达45厘米。生长于开阔地植株的花序较短。在这种情况下，可能会产生特殊的标本，其花序长110厘米，但花朵仅存在于末15%处。花序基部的直径约为1厘米，共约120朵花密集排列于花序的末二分之一处。每根花梗通常只带一朵花，偶尔带两朵。花序轴下常具退化叶。雄花具“特殊的霉味和甜味”，在60厘米外即可嗅到。雌性无气味。果荚可长达8毫米。种子呈丝状，浅棕色，长约7毫米。

### 毛被
莱昂纳多猪笼草捕虫笼的外表面、叶缘、中脉下表面及笼蔓具有红褐色的毛被。其可长达2毫米，但通常较短，易脱落。因此，发育中的叶片的叶缘和中脉多毛。

### 颜色
莱昂纳多猪笼草的颜色多变。叶片和叶柄的向阴面通常为绿色，向阳面通常为红色至紫色。某些标本的叶片下表面可能为红色至紫色，但极为罕见。
莱昂纳多猪笼草捕虫笼的颜色在菲律宾猪笼草属植物中十分特殊。其下位笼的外表面常为橙色至红色，而内表面常存在深紫色的斑点。笼翼的颜色可能与笼身相同，或为黄绿色。唇通常为红色，可能隨著時間的增長变为紫色。笼盖为黄色至橙色。
上位笼主要为黄绿色，并具深橙色至红色的唇。某些标本的上位笼可能具红色的斑点。除了上述常见的色彩形式，莱昂纳多猪笼草的上位笼和下位笼也可能完全为一种颜色，其可完全为黄绿色至完全为深红色。深红色的捕虫笼更接近于其他近缘的菲律宾猪笼草属物种。某些极端植株的上位笼可能看起来几乎为黑色，闪光灯下其实为极深的紫色。其暗黑色的外表来源于其暗紫色的笼身及棕色的毛被，潮湿的捕虫笼尤为明显。

## 生态关系
莱昂纳多猪笼草是菲律宾巴拉望岛特有的热带食虫植物。其存在于Schom-carp峰周围，包括山峰本身及其东部山脊。其分布于海拔1300米至1490米的顶峰之间。唯一已知的莱昂纳多猪笼草种群数量有数千株。
莱昂纳多猪笼草完全陆生。其典型的原生地为高地山地森林（东部山脊）和高地山地灌木丛（Schom-carp峰顶峰地区）。其不与其他猪笼草属物种同域分布，所以尚未发现其自然杂交种。莱昂纳多猪笼草与其他近缘的物种一样，其与竹子之间存在竞争关系。其底内生物包括小型蜘蛛及未知的蚊类幼虫，后者大量存在于上位笼和下位笼内。
莱昂纳多猪笼草尚未被列入《世界自然保护联盟濒危物种红色名录》中，但因其分布局限，种群数量少，描述作者根据世界自然保护联盟将其保护状况列为极危。描述作者列举维多利亚山的采矿作业，认为若没有采取适当的保护措施，其未来可能有灭绝的危险。

## 扩展阅读
维基共享资源上的相關多媒體資源：莱昂纳多猪笼草
 維基物種上的相關：莱昂纳多猪笼草